# Niccolò Machiavelli
Niccolò di Bernardo dei Machiavelli (n. 3 mai 1469, Florența - d. 21 iunie 1527, Florența) a fost un diplomat, funcționar public, filozof, politician, scriitor italian și un exponent de prestigiu al Renașterii italiene.
Opera sa capitală Il principe ("Principele") este considerată primul tratat modern de politică.

## Biografie
Născut într-un sat mic, San Casciano in Val di Pesa, la aproximativ 15 Km. de Florența, la 3 mai 1469, Niccolò era fiul avocatului Bernardo Machiavelli (aparținea unei ramuri sărăcite a unei influente familii florentine) și al Bartolomeii di Stefano Nelli, ambii din familii culte și de origini nobiliare, dar cu puține resurse din cauza unor datorii ale tatălui.
Intrat în serviciul guvernului între 1494 și 1512 în calitate de contabil, Niccolò Machiavelli a cunoscut succesul după proclamarea Republicii Florentine, în 1498. A fost secretar al „Consiliului celor Zece” (i Dieci della liberta e della pace), consiliu care conducea negocierile diplomatice și supraveghea operațiunile militare ale republicii. Printre însărcinările sale s-au numărat vizitele la suveranul francez (în 1504, 1510-1511), la Sfântul Scaun (1506) și, la împăratul german (1507-1508). În timpul misiunilor sale diplomatice a cunoscut mulți dintre principii italieni și a putut să le studieze strategiile politice, în special cele ale lui Cesare Borgia, care era preocupat, la vremea respectivă, de extinderea posesiunilor sale în Italia centrală.
Din 1502 până în 1506, Machiavelli a reorganizat apărarea militară a Republicii Florentine. Deși, în această perioadă, armatele de mercenari erau folosite în mod curent, a preferat să se bazeze doar pe recrutarea de localnici pentru asigurarea unei apărări permanente și patriotice a bunurilor publice. În 1512, când familia florentină Medici a recâștigat puterea asupra Florenței și republica a fost dizolvată, Machiavelli a fost destituit din funcție și arestat pentru scurt timp. A fost închis în Florența, fiind învinuit de o presupusă conspirație împotriva noii puteri. După eliberarea sa, a fost exilat și detașat în San Casciano, unde și-a scris cele mai importante lucrări. În ciuda încercărilor sale de a câștiga încrederea casei de Medici, nu a mai revenit la poziția înaltă pe care o deținuse în cadrul guvernului anterior. Când republica a fost reinstaurată pentru scurt timp, în 1527, a fost suspectat de mulți republicani că ar susține casa Medici. A murit la Florența pe 21 iunie 1527 și este îngropat în bazilica florentină Santa Croce.

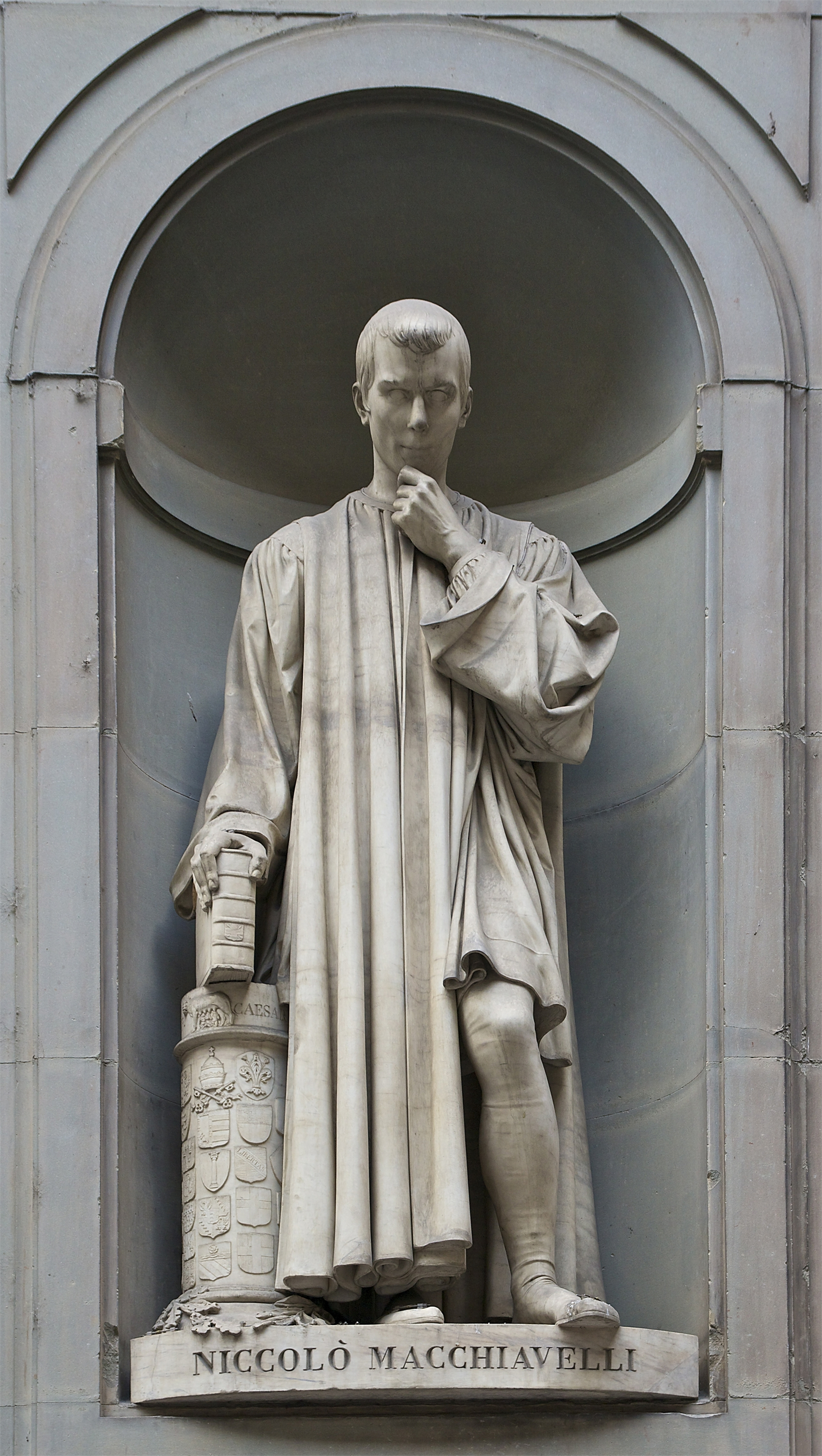
Niccolò Machiavelli

## Biografie detaliată
Viața sa se divide în trei perioade; fiecare din ele reprezentând istoria Florenței. Tinerețea sa coincide cu măreția Florenței ca putere italiană, sub mandatul lui Lorenzo de Medici, Magnificul. Căderea familiei Medici a avut loc în 1494, iar în același an Machiavelli se integra în serviciul public. În timpul carierei sale de ofițer, Florența a fost republică liberă  până în 1512, când familia Medici a revenit la putere și Machiavelli și-a pierdut postul. Medici au guvernat Florența între 1512 și 1527, când au fost din nou îndepărtați de la putere. Aceasta a fost perioada de activitate literară a lui Machiavelli și bineînțeles a creșterii influenței sale. A murit la 58 de ani, fără a-și mai recupera poziția în guvern.

### Tinerețea lui Machiavelli
Chiar dacă există puține dovezi din timpul tinereții lui Machiavelli, Florența acelor timpuri era atât de cunoscută încât este ușor de imaginat climatul în care tânărul cetățean și-a dezvoltat personalitatea. Florența era un oraș în care se înfruntau două curente de opinii, unul reprezentat de austerul Girolamo Savonarola și celălalt de Lorenzo de Medici, iubitor al splendorii. Deși puterea lui Savonarola asupra averilor Florenței era imensă, nu se pare a fi fost de prea mare importanță pentru Machiavelli, care îl menționează în Principele ca un profet înfrânt și dezarmat.
Pe de altă parte, măreția mandatului lui Lorenzo îl impresionează puternic pe Machiavelli, ajungând inclusiv să dedice Principele nepotului acestuia. Machiavelli a fost considerat unul din marii scriitori în colegiul său. A fost un scriitor și un militar foarte cunoscut care a avut influență în umanism.

### Viața personală - controverse
Se cunosc puține lucruri despre viața personală a lui Niccolò Machiavelli. În 1501, pe când avea 32 de ani, s-a căsătorit cu Marietta Corsini, care i-a dăruit patru fii și două fiice. Unul din nepoții săi, Giovanni Ricci, i-a salvat multe din manuscrisele și scrisorile sale. Sebastian de Grazia, unul din biografii lui Machiavelli, în cartea "Machiavelli in Hell", ne oferă câteva amănunte privind căsătoria lui Machiavelli. În Florența secolului al XVI-lea, căsătoriile se făceau în urma unui aranjament pe bază de contract. Practic, un intermediar aranja căsătoria dintre două persoane, pe baza statutului social, averii familiilor celor doi, dotei miresei și,  eventual, a poziției sociale a mirelui. Este cert că nici căsătoria dintre Niccolò Machiavelli și Marietta Corsini nu a făcut excepție de la regulă. De Grazia scrie că în anul 1502, părinții lui Machiavelli erau deja decedați și că negocierea contractului de căsătorie s-a făcut în baza înaltei funcții pe care o deținea acesta și a dotei Mariettei. Se cunosc extrem de puține amănunte privind relațiile dintre Machiavelli și soția sa. Din cele peste 300 de scrisori care s-au păstrat, publicate în volumul "Machiavelli și prietenii săi", nici una nu este adresată soției sale. În schimb, s-a păstrat o scrisoare din 1503, scrisă de Marietta, singura păstrată, în care aceasta se arată îngrijorată de problemele lui de sănătate, afirmând că îi simte lipsa. De asemenea amintește de fiul ce tocmai se născuse, spunând că: "de când mi-am dat seama cât de mult îți seamănă, cu atât mai mult îmi place", adăugând că ar dori ca acesta să-i scrie mai des, pentru ca în final să-i spună: "nu uita să te întorci acasă". Cu toate că absențele lui Machiavelli de acasă erau destul de lungi, relațiile dintre cei doi erau, se pare, bazate pe afecțiune și respect. Cercetătorii afirmă că în acea epocă, corespondența dintre soți era ceva neobișnuit. Într-o scrisoare din 1527 către fiul său Guido, Machiavelli se exprimă în termeni plini de respect față de soția sa, numind-o Madonna Marietta. Deși despre viața sa conjugală se cunosc extrem de puține amănunte, în schimb, se cunosc foarte multe despre aventurile sale extraconjugale. Machiavelli avea, se pare, o deosebită slăbiciune pentru femei, multe din aventurile sale fiind pomenite cu lux de amănunte în corespondența sa. Prima aventură extraconjugală certă datează din 1510, o anume Jeanne de Lyons fiind menționată într-o scrisoare a unui anume Giovanni Girolami. Este menționată și o prostituată, La Riccia, pe care Machiavelli o vizita des. Această La Riccia, este pomenită în șase scrisori ale lui Machiavelli. În 1510, acesta este acuzat în fața Consiliului, printr-un denunț anonim, de sodomie heterosexuală cu La Riccia, prin aceasta înțelegându-se sexul oral și sexul anal. În acea perioadă, peste tot în Europa, inclusiv în Florența, actele de sodomie, de gen (între bărbați) sau de mod (între bărbați și femei), erau pedepsite cu moartea, cu sau fără mutilare prealabilă, pedeapsa curentă fiind arderea pe rug. Inchiziția veghea ca doctrina bisericii catolice să fie respectată cu strictețe. Aceste denunțuri anonime erau destul de frecvente în epocă, fiind adesea folosite pentru eliminarea adversarilor politici. Un cercetător contemporan, Michael Rocke, a investigat cu mijloace moderne arhiva Oficialilor Nopții ("Ufficiali di notte"), o instituție represivă menită să instrumenteze cazurile de sodomie în Florența, stabilind că timp de 70 de ani, între 1432 și 1502, în care această instituție a fost activă, au fost investigate cca. 16 000 de cazuri de sodomie, 3.000 de persoane fiind condamnate. La un oraș cu cca. 40.000 de locuitori, în 70 de ani, ar însemna cca. 42 de condamnări anual, adică aproape 1 la mie din populația orașului.   Ca și procesul intentat lui Leonardo da Vinci în 1476, pentru sodomie homosexuală și acest dosar a fost clasat, din lipsă de dovezi și pentru că era nesemnat, fără a afecta în vreun fel cariera lui Machiavelli, care a continuat să o frecventeze asiduu pe această La Riccia. Într-o scrisoare adresată lui Francesco Vettori (1474-1539), politician și diplomat din Florența, Machiavelli vorbește despre o altă „cucerire” a sa, căreia nu-i dă numele și despre care afirmă că ar fi sora unui prieten, pe care a părăsit-o soțul. În fine, ultima din amantele mai cunoscute ale acestuia, și ea pomenită destul de des, este actrița Barbera Raffacani Salutati. Vettori, într-un schimb de scrisori din 1523, în care își împărtășeau reciproc aventurile extraconjugale, avea să-i scrie: „dacă ai fi știut cum ești, n-ar fi trebuit să te fi căsătorit niciodată”. În ciuda acestor fapte evidente, cercetate și analizate în amănunt de istorici, un profesor de la Princeton, Maurizio Viroli, în lucrarea „Zâmbetul lui Machiavelli”, afirmă că: „Machiavelli singur a recunoscut că era homosexual, era angajat într-o relație cu un bărbat mai tânăr.” Profesorul Viroli se referă la Francesco Vettori, făcând aceste afirmații pe baza unei „interpretări personale” a două scrisori ale lui Machiavelli adresate acestuia.

## Opera literară

### Principele
De-a lungul carierei sale, Machiavelli a căutat să descrie un stat capabil de a rezista atacurilor externe. Scrierile sale tratează principiile pe care este bazat un asemenea stat și modalitățile prin care aceste principii pot fi implementate și menținute. În opera sa cea mai cunoscută, „Principele” (1513), descrie metodele prin care un principe poate dobândi și menține puterea politică. Acest studiu, care a fost privit, adeseori, ca o sprijinire a tiraniei și despotismului unor conducători, precum Cesare Borgia, este bazat pe credința lui Machiavelli că un suveran nu este constrâns de normele etice tradiționale: „Se pune problema dacă este mai bine să fii iubit decât temut, sau invers. Răspunsul este că ar trebui să fii și una și alta dar, întrucât este greu să împaci aceste două lucruri, spun că atunci când unul din două trebuie să lipsească, este mult mai preferabil pentru tine să fii temut decât iubit.” În viziunea sa, un principe ar trebui să fie preocupat doar de putere  și să se supună doar regulilor care duc spre succes în acțiunile politice. Machiavelli considera că aceste reguli pot fi descoperite prin deducție, din practicile politice ale vremii, ca și ale perioadelor anterioare.

### Alte opere importante
Formularea de către Machiavelli a principiilor istorice inerente într-o guvernare eficientă pot fi găsite în al său „Discurs asupra primelor zece cărți ale lui Titus Livius” (1513-1521). În acest studiu Machiavelli respinge conceptele teocratice medievale asupra istoriei, atribuind evenimentelor politice, într-o mai mare măsură, capriciile omenești și  neprevăzutului. 
Printre celelalte lucrări ale sale se numără Arta războiului (1521), care descrie avantajele recrutării de luptători proprii  asupra trupelor mercenare.
Istoriile florentine (1520-1525) interpretează cronicile orașului, din punct de vedere al cauzalității istorice. Machiavelli a fost, de asemenea, autorul biografiei Viața lui Castruccio Castracani (1520), precum și al câtorva poeme și o serie de piese de teatru, dintre care cea mai cunoscută e Mătrăguna (Mandragola) (1524), o critică acidă și obscenă a corupției societății italiene contemporane. Multe dintre scrierile sale au anticipat formarea statelor naționaliste.
În vremurile noastre locuțiunea „machiavelism” definește o poziție critică, vicleană, perfidă, de rea-credință, pentru a descrie principiile puterii politice, iar persoanele care folosesc aceste principii în viața politică sau personală sunt denumiți machiavelici.

### Scrieri
Cele mai importante scrieri ale sale, în ordine cronologică, sunt:
- 1512/1516: Belfagor
- 1513: Dialogo intorno alla nostra lingua ("Dialog despre limba noastră")
- 1520: Vita di Castruccio Castracani da Luca ("Viața lui Castruccio Castracani da Luca")
- Lettere familiari ("Scrisori de familie")
- 1520/1525: Le istorie fiorentine ("Istoriile florentine")
- 1521: Sette libri dell'arte della guerra ("Șapte cărți despre arta războiului")
- 1524: La mandragola ("Mătrăguna")
- 1531: Discorsi sopra la prima deca di Tito Livio ("Discursuri asupra primei decade a lui Titus Livius")
- 1532: Il principe ("Principele").